# OVW Women's Championship

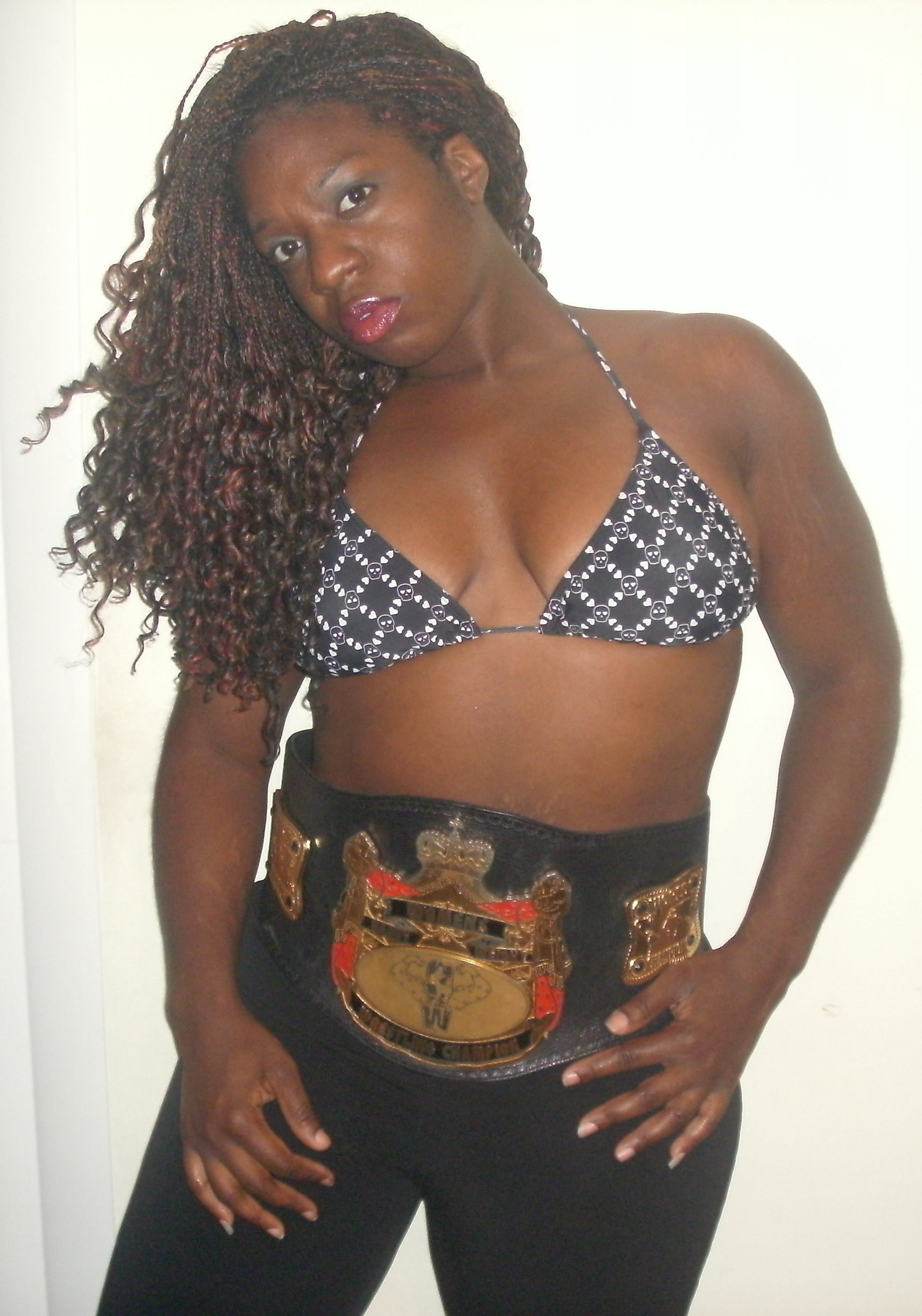
Devorah Frost con el cinturón que la acredita como campeona

El OVW Women's Championship es el único campeonato que existe para mujeres en la OVW. Se inició el 12 de julio de 2006, y tuvo como primera campeona a ODB.

## Campeona actual
La campeona actual es Sierra de 2021, quien se encuentra en su primer reinado como campeona. Sierra ganó el campeonato en vacante tras derrotar a Dani Mo. el 28 de agosto de 2021 en OVW Saturday Night Special - Reckoning 2021.

## Lista de campeonas
| Luchador:                            | Reinado n.º: | Derrotó a: | Fecha:                   | Lugar:                                        |
| ------------------------------------ | ------------ | --- | ------------------------ | --------------------------------------------- |
| ODB                                  | 1            | Tras ganar un torneo                                                                                                  | 12 de julio de 2006      | Evento en vivo                                |
| Serena                               | 1            | ODB, Katie Lea y Beth Phoenix                                                                                         | 13 de septiembre de 2006 | OVW TV Tapings                                |
| Beth Phoenix                         | 1            | Serena | 4 de octubre de 2006     | OVW TV Tapings                                |
| Katie Lea                            | 1            | Serena, en las finales de un torneo                                                                                   | 1 de noviembre de 2006   | OVW TV Tapings                                |
| ODB                                  | 2            | Katie Lea | 1 de junio de 2007       | OVW Six Flags Show                            |
| Milena Roucka                        | 1            | ODB, Serena, Melody, Josie y Katie Lea                                                                                | 19 de septiembre de 2007 | OVW TV Tapings                                |
| Katie Lea                            | 2            | Roucka | 20 de febrero de 2008    | OVW TV Tapings                                |
| Josie                                | 1            | Katie Lea | 27 de febrero de 2008    | OVW TV Tapings                                |
| Serena                               | 2            | Josie | 23 de mayo de 2008       | OVW Six Flags Show                            |
| Josie                                | 2            | Serena | 2 de julio de 2008       | OVW TV Tapings                                |
| Serena                               | 3            | Josie | 2 de julio de 2008       | OVW TV Tapings                                |
| Reggie                               | 1            | Serena | 16 de julio de 2008      | OVW TV Tapings                                |
| Serena                               | 4            | Reggie | 16 de julio de 2008      | OVW TV Tapings                                |
| The Baroness                         | 1            | Serena y Josie | 24 de julio de 2008      | DCW TV Tapings                                |
| Serena                               | 5            | The Baroness | 24 de julio de 2008      | DCW TV Tapings                                |
| Josie                                | 3            | Serena | 31 de julio de 2008      | DCW TV Tapings                                |
| Serena                               | 6            | Josie | 7 de agosto de 2008      | DCW TV Tapings                                |
| Melody                               | 1            | Serena | 15 de noviembre de 2008  | OVW TV Tapings                                |
| Epiphany                             | 1            | Melody | 12 de agosto de 2009     | OVW TV Tapings                                |
| Hannah Blossom                       | 1            | Epiphany | 7 de octubre de 2009     | OVW TV Tapings                                |
| Josie                                | 4            | Hannah Blossom | 28 de noviembre de 2009  | OVW Thanksgiving Thunder                      |
| Hannah Blossom                       | 2            | Recuperó el título por orden de los directivos porque Josie cubrió a su hermana en el combate donde lo ganó.          | 2 de diciembre de 2009   | OVW TV Tapings                                |
| Josie                                | 5            | Hannah & Holly Blossom                                                                                                | 16 de diciembre de 2009  | OVW TV Tapings                                |
| CJ Lane                              | 1            | Josie | 27 de marzo de 2010      | OVW Riot Act                                  |
| Taryn Shay                           | 1            | CJ Lane | 26 de junio de 2010      | OVW Trial by Fire                             |
| Holly Blossom                        | 1            | Taryn Shay | 31 de julio de 2010      | OVW Futureshock 2                             |
| Josie                                | 6            | Holly Blossom | 28 de agosto de 2010     | OVW Summer Scorcher                           |
| Izza Belle Smothers                  | 1            | Josie | 6 de agosto de 2011      | OVW Saturday Night Special                    |
| Lady JoJo Antes conocida como Josie. | 7            | Izza Belle Smothers                                                                                                   | 24 de agosto de 2011     | OVW TV Tapings                                |
| Taeler Hendrix                       | 1            | Lady JoJo | 12 de noviembre de 2011  | OVW Saturday Night Special                    |
| Epiphany                             | 2            | Taeler Hendrix | 2 de junio de 2012       | OVW Saturday Night Special                    |
| Vacante                              | N/A          | Por decisión de la Junta Directiva                                                                                    | 27 de junio de 2012      | OVW TV Tapings                                |
| Taeler Hendrix                       | 2            | Epiphany | 7 de julio de 2012       | OVW Saturday Night Special                    |
| Heidi Lovelace                       | 1            | Taeler Hendrix | 15 de septiembre de 2012 | Evento en vivo                                |
| Taryn Terrell                        | 1            | Heidi Lovelace | 14 de noviembre de 2012  | OVW TV Tapings                                |
| Taeler Hendrix                       | 3            | Taryn Terrell | 1 de diciembre de 2012   | OVW Saturday Night Special                    |
| Jessie Belle                         | 1            | Taeler Hendrix | 5 de enero de 2013       | OVW Saturday Night Special                    |
| Epiphany                             | 3            | Jessie Belle | 2 de marzo de 2013       | OVW Saturday Night Special                    |
| Trina Thompson                       | 1            | Epiphany | 17 de abril de 2013      | OVW TV Tapings                                |
| Vacante                              | N/A          | Debido a una lesión de Trina Thompson                                                                                 | 5 de septiembre de 2013  | OVW TV Tapings                                |
| Hannah Blossom                       | 3            | Holly Blossom, Lei'D Tapa y Taeler Hendrix                                                                            | 18 de septiembre de 2013 | OVW TV Tapings                                |
| Lei'D Tapa                           | 1            | Hannah Blossom | 5 de octubre de 2013     | OVW Saturday Night Special                    |
| The Bodyguy                          | 1            | Lei'D Tapa | 7 de diciembre de 2013   | OVW Saturday Night Special                    |
| Lei'D Tapa                           | 2            | The Bodyguy | 4 de enero de 2014       | OVW Saturday Night Special                    |
| Jessie Belle                         | 2            | Lei'D Tapa | 1 de marzo de 2014       | OVW Saturday Night Special                    |
| Lei'D Tapa                           | 3            | Jessie Belle | 6 de abril de 2014       | OVW Sunday Night Special                      |
| Vacante                              | N/A          | El título quedó vacante, debido a que la División de las Mujeres está en interrupción.                                | 1 de noviembre de 2014   | N/A                                           |
| Jessie Belle                         | 3            | Tras ganar un 10-woman Battle Royal                                                                                   | 21 de noviembre de 2015  | OVW: Brews and Bruises                        |
| Maria James                          | 1            | Jessie Belle | 6 de febrero de 2016     | OVW Saturday Night Special                    |
| Jessie Belle                         | 4            | Maria James | 12 de marzo de 2016      | Live event                                    |
| Scarlet                              | 1            | Jessie James | 14 de mayo de 2016       | OVW Saturday Night Special                    |
| Jessie Belle                         | 5            | Scarlet, Deonna Purrazzo y Maria James                                                                                | 2 de julio de 2016       | OVW Saturday Night Special                    |
| Maria James                          | 2            | Jessie Belle | 20 de julio de 2016      | OVW TV Tapings                                |
| Jessie Belle                         | 6            | Maria James | 20 de julio de 2016      | OVW TV Tapings                                |
| Scarlet                              | 2            | Jessie Belle | 20 de julio de 2016      | OVW TV Tapings                                |
| Jessie Belle                         | 7            | Scarlet | 20 de julio de 2016      | OVW TV Tapings                                |
| Maria James                          | 3            | Jessie Belle | 20 de julio de 2016      | OVW TV Tapings                                |
| Jessie Belle                         | 8            | Maria James | 20 de julio de 2016      | OVW TV Tapings                                |
| Maria James                          | 4            | Jessie Belle | 27 de julio de 2016      | OVW TV Tapings                                |
| Jessie Belle                         | 9            | Maria James | 27 de julio de 2016      | OVW TV Tapings                                |
| Izza Belle Smothers                  | 2            | Jessie Belle | 27 de julio de 2016      | OVW TV Tapings                                |
| Jessie Belle                         | 10           | Izza Belle Smothers                                                                                                   | 3 de agosto de 2016      | OVW TV Tapings                                |
| Maria James                          | 5            | Jessie Belle | 3 de agosto de 2016      | OVW TV Tapings                                |
| Jessie Belle                         | 11           | Maria James | 3 de agosto de 2016      | OVW TV Tapings                                |
| Jamie Lynn                           | 1            | Jessie Belle | 3 de agosto de 2016      | OVW TV Tapings                                |
| Maria James                          | 6            | Jamie Lynn | 3 de agosto de 2016      | OVW TV Tapings                                |
| Rebel                                | 1            | Maria James | 2 de noviembre de 2016   | OVW TV Tapings                                |
| Madi Maxx                            | 1            | Rebel | 22 de marzo de 2017      | OVW TV Tapings                                |
| Cali                                 | 1            | Madi Maxx | 13 de mayo de 2017       | OVW Saturday Night Special                    |
| Mickie Knuckles                      | 3            | Cali | 1 de julio de 2017       | OVW Saturday Night Special                    |
| Vacante                              |              | | 30 de agosto de 2017     |                                               |
| Jaylee                               | 1            | Cali | 2 de septiembre de 2017  | OVW Saturday Night Special                    |
| Cali                                 | 2            | Jaylee | 12 de mayo de 2018       | OVW Saturday Night Special                    |
| Jaylee                               | 2            | Cali | 7 de julio de 2018       | OVW Saturday Night Special                    |
| Brittany Devore                      | 1            | Jaylee | 14 de diciembre de 2018  | OVW Christmas                                 |
| Jaylee                               | 3            | Brittany Devore | 8 de febrero de 2019     | OVW Friday Night Special                      |
| Cali Young                           | 3            | Jaylee | 13 de febrero de 2019    | OVW TV Tapings                                |
| Megan Bayne                          | 1            | Cali Young | 1 de junio de 2019       | OVW Saturday Night Special                    |
| Max the Impaler                      | 1            | Megan Bayne | 29 de octubre de 2019    | OVW TV Tapings                                |
| Ray Lyn                              | 1            | Max the Impaler | 1 de febrero de 2020     | OVW Saturday Night Special                    |
| Madison Rayne                        | 1            | Ray Lyn | 18 de febrero de 2020    | OVW TV Tapings                                |
| Vacante                              | N/A          | OVW dejó vacante el título debido a que Madison Rayne no estuvo allí para defender el campeonato.                     | 18 de agosto de 2020     | OVW TV Tapings                                |
| Kayla Kassidy                        | 1            | Derrotó a Alice Crowley, Becky Idol, Billie Starkz y Haley J. Megan Bayne.                                            | 18 de agosto de 2020     | OVW TV Tapings                                |
| Vacante                              | N/A          | OVW dejó vacante el título debido a que Kayla Kassidy sufrió una conmoción cerebral y no pudo defender el campeonato. | 22 de septiembre de 2020 | OVW TV Tapings                                |
| Mazzerati                            | 1            | Derrotó a Haley J, Joseline Navarro, Salena Dean y Sarah the Rebel.                                                   | 22 de septiembre de 2020 | OVW TV Tapings                                |
| Haley J                              | 1            | Mazzerati | 9 de febrero de 2021     | OVW TV Tapings                                |
| Dani No                              | 1            | Haley J | 26 de junio de 2021      | Saturday Night Special - Chained Carnage 2021 |
| Hollyhood Haley J                    | 2            | Dani Mo | 1 de julio de 2021       | OVW TV Tapings                                |
| Vacante                              | N/A          | OVW despojó a Haley J del campeonato                                                                                  | 12 de agosto de 2021     | OVW TV Tapings                                |
| Sierra                               | 1            | Dani Mo | 28 de agosto de 2021     | OVW Saturday Night Special - Reckoning 2021   |

### Días totales como campeonas
A la fecha del 17 de marzo de 2025.
| + | Indica la campeona actual |

| N.º | Campeones                           | Reinados | Total de días |
| --- | ----------------------------------- | -------- | ------------- |
| 1   | Josie/Lady JoJo                     | 7        | 621           |
| 2   | Jaylee                              | 3        | 417           |
| 3   | Lei'D Tapa                          | 3        | 328           |
| 4   | Taeler Hendrix                      | 3        | 308           |
| 5   | Melody Medeiros                     | 1        | 273           |
| 6   | Jessie Belle                        | 11       | 250           |
| 7   | Katie Lea                           | 2        | 219           |
| 8   | Cali/Cali Young                     | 3        | 213           |
| 9   | Serena                              | 6        | 187           |
| 10  | Madison Rayne                       | 1        | 182           |
| 11  | Hollyhood Haley J                   | 2        | 179           |
| 12  | ODB                                 | 2        | 173           |
| 13  | Roucka                              | 1        | 154           |
| 14  | Megan Bayne                         | 1        | 150           |
| 15  | Trina Thompson                      | 1        | 141           |
| 16  | Mazzerati                           | 1        | 140           |
| 16  | Rebel                               | 1        | 140           |
| 18  | Epiphany                            | 3        | 130           |
| 19  | Maria James                         | 6        | 119           |
| 20  | Max the Impaler                     | 1        | 95            |
| 21  | C.J. Lane                           | 1        | 91            |
| 22  | Izza Belle Smothers/Mickie Knuckles | 3        | 85            |
| 23  | Holly Blossom                       | 3        | 83            |
| 24  | Heidi Lovelace                      | 1        | 60            |
| 25  | Brittany Devore                     | 1        | 56            |
| 26  | Madi Maxx                           | 1        | 52            |
| 27  | Scarlet                             | 2        | 49            |
| 28  | Sierra                              | 1        | 1297+         |
| 29  | Kayla Kassidy                       | 1        | 35            |
| 29  | Taryn Shay                          | 1        | 35            |
| 31  | Beth Phoenix                        | 1        | 28            |
| 31  | The Bodyguy                         | 1        | 28            |
| 31  | Hannah Blossom                      | 1        | 28            |
| 34  | Ray Lyn                             | 1        | 17            |
| 34  | Taryn Terrell                       | 1        | 17            |
| 36  | Jamie Lynn                          | 1        | 14            |
| 37  | Dani Mo                             | 1        | 5             |
| 38  | The Baroness                        | 1        | <1            |
| 38  | Reggie                              | 1        | <1            |

## Datos interesantes
- Reinado más largo: Josie, 343 días.
- Reinado más corto: Reggie y The Baroness, menos de un día.
- Campeona más vieja: Josie, 32 años
- Campeona más joven: Melody, 20 años
- Campeona más pesada: Lei'D Tapa, 218 libras (99 kg).
- Campeona más liviana: Roucka, 115 libras (52 kg).